# Danh sách di sản thế giới tại Đức

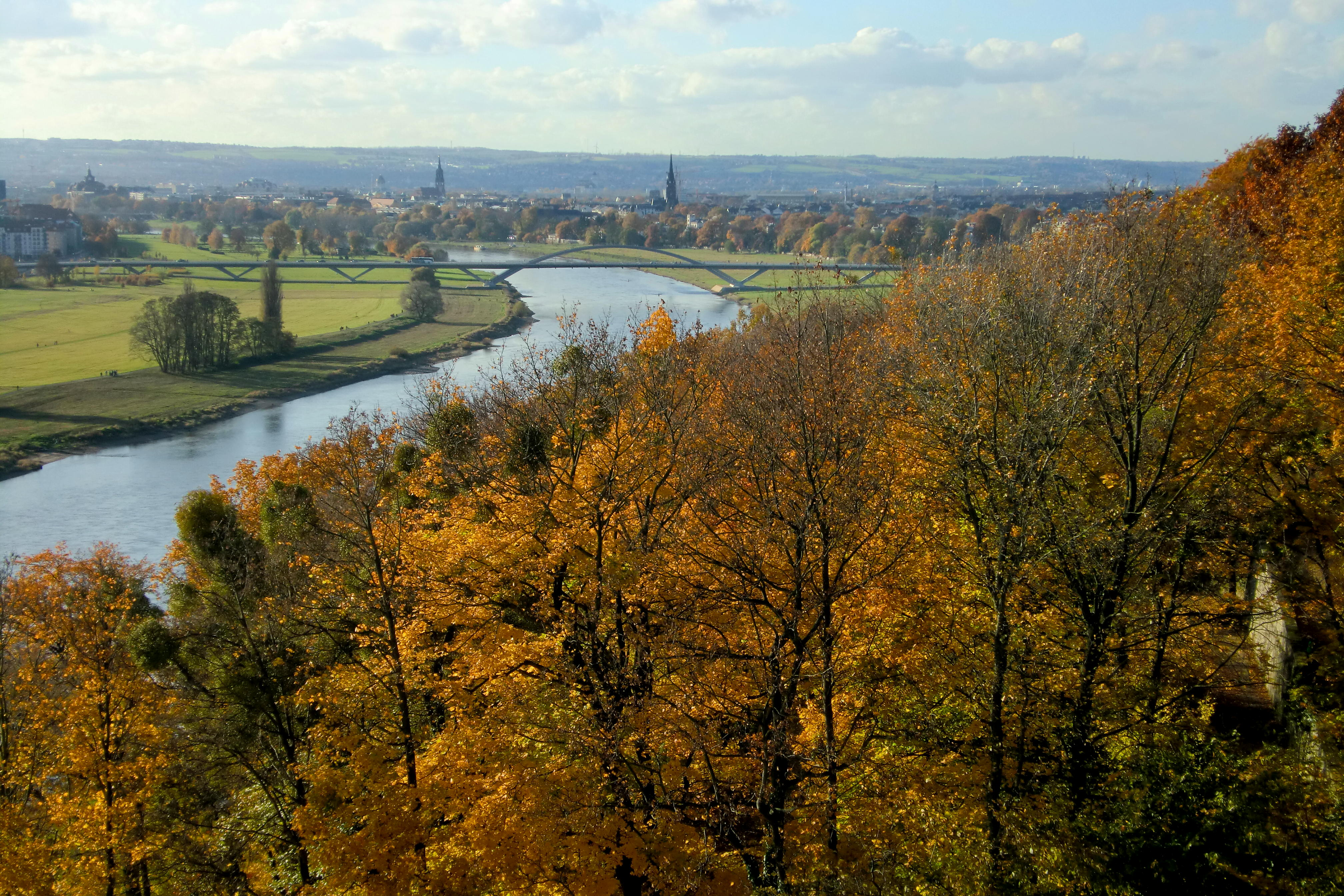
Thung lũng Elbe ở Dresden cùng với Cầu Waldschlösschen, Di sản thứ hai bị loại ra khỏi danh sách Di sản thế giới của UNESCO.

Đức phê chuẩn Công ước Di sản thế giới vào ngày 23 tháng 8 năm 1976. Kể từ đó, các địa điểm của quốc gia này đủ điều kiện để xét công nhận Di sản thế giới. Tính đến hết năm 2017, Đức có tổng cộng 42 Di sản thế giới, trong đó có 39 di sản văn hóa và 3 di sản thiên nhiên.
Địa điểm đầu tiên được công nhận vào năm 1978 là Nhà thờ chính tòa Aachen, trong khi Nhà thờ chính tòa Naumburg; và Tổ hợp khảo cổ học vùng biên Hedeby và Danevirke là hai Di sản mới nhất được công nhận vào năm 2018.
Đức có 6 di sản xuyên quốc gia, bao gồm Biên thành La Mã (chung với Vương quốc Anh), Công viên Muskau (chung với Ba Lan), Nhà sàn thời tiền sử xung quanh dãy núi Anpơ (chung với Ý, Thụy Sĩ, Áo, Pháp, Slovenia), Các khu rừng sồi nguyên sinh trên dãy Carpath và các khu vực khác của châu Âu (chung với 11 quốc gia châu Âu khác), Biển Wadden (chung với Hà Lan và Đan Mạch, và Tác phẩm kiến trúc của Le Corbusier (chung với Argentina, Bỉ, Pháp, Nhật Bản, Ấn Độ và Thụy Sĩ).
Đức cũng là một trong hai quốc gia (cùng với Oman) có di sản bị loại ra khỏi danh sách di sản thế giới khi Thung lũng Elbe ở Dresden được công nhận vào năm 2004 đã bị loại ra khỏi danh sách vào năm 2009 do kế hoạch xây Cầu Waldschlösschen đã làm phá vỡ tính toàn vẹn của di sản.

## Vị trí và danh sách
| Địa điểm                                                                              | Hình ảnh | Vị trí | Tiêu chuẩn                      | Diện tích ha (mẫu Anh) | Năm công nhận    | Mô tả |
| ------------------------------------------------------------------------------------- | --- | --- | ------------------------------- | ---------------------- | ---------------- | --- |
| Nhà thờ chính tòa Aachen                                                              | A Gothic, castle-like building, located in a rural area and surrounded by several trees. | Aachen, · Đức · 50°46′28″B 6°5′4″Đ / 50,77444°B 6,08444°Đ                                                                                                 | Văn hóa: (i), (ii), (iv), (vi)  | —                      | 1978             | Biểu tượng kiến trúc này là bản sao của rất nhiều các công trình khác tại Đức trong nhiều thế kỷ, nhà thờ Aachen đã trở thành cấu trúc vòm đầu tiên được xây dựng từ thời cổ đại. Nó đã gắn liền với Charlemagne trong thời gian khởi đầu, điều này lý giải tại sao nó trở thành nơi chôn cất của ông khi ông qua đời vào năm 814. |
| Tu viện và Nhà thờ cũ Lorsch                                                          | A stand-alone gatehouse surrounded by many trees. | Lorsch, · Đức · 49°39′13,284″B 8°34′6,888″Đ / 49,65°B 8,56667°Đ                                                                                           | Văn hóa: (iii), (iv)            | —                      | 1991             | Tu viện và cổng là những công trình còn tồn tại nguyên vẹn thuộc thời Carolingian và là một trong các di tích quan trọng nhất của kiến trúc tiền Roman tại Đức. Các tác phẩm điêu khắc Carolingian nổi bật và vẫn còn trong tình trạng tốt. |
| Bauhaus và các địa điểm của nó tại Weimar, Dessau và Bernau                           | A grayscale image of a modern looking building. | Dessau và Weimar · Đức · 50°58′29,172″B 11°19′46,164″Đ / 50,96667°B 11,31667°Đ                                                                            | Văn hóa: (ii), (iv), (vi)       | —                      | 1996             | Được thành lập năm 1919 tại Weimar, Bauhaus là trường nghệ thuật nổi tiếng nhất thế kỷ 20 và có ảnh hưởng toàn cầu đối với nghệ thuật, thiết kế, kiến trúc, và sư phạm giáo dục. Ngôi trường mới được thiết kế bởi Walter Gropius tại Dessau vào năm 1926. Nhà trường đóng vào tháng năm 1932. Ludwig Mies van der Rohe đã cố gắng để thiết lập một trường Bauhaus mới ở Berlin vào cuối năm 1932, nhưng trường học sau đó cũng phải đóng cửa vào tháng 7 năm 1933 dưới áp lực của Phát xít Đức. |
| Bergpark Wilhelmshöhe                                                                 | Hercules Monument and the giant cascades. | Kassel, · Đức · 51°18′57″B 9°23′35″Đ / 51,31583°B 9,39306°Đ                                                                                               | Văn hóa: (iii), (iv)            | 559 (1.380)            | 2013             | Công viên có diện tích 2,4 km vuông (590 mẫu Anh), khiến nó là công viên sườn núi lớn nhất châu Âu, và lớn thứ hai trên thế giới. Đài phun nước cùng với tượng Hercules cao chót vót là biểu hiện của lý tưởng Chế độ quân chủ chuyên chế, trong khi đó kiến trúc của công viên đáng chú ý của thời kỳ Baroque và Romantic. |
| Các tòa nhà phong cách kiến trúc hiện đại ở Berlin                                    | Panzerkreuzer apartment building, a white four storey apartment complex | Berlin, · Đức · 52°26′54″B 13°26′59,9″Đ / 52,44833°B 13,43333°Đ                                                                                           | Văn hóa: (ii), (iv)             | 88 (220)               | 2008             | Tài sản bao gồm sáu khu nhà ở được xây dựng từ năm 1910 đến năm 1933. Đây là một ví dụ về phong trào cải cách xây dựng đã góp phần cải thiện nhà ở và điều kiện sống cho những người có thu nhập thấp. Các điền trang cũng giới thiệu một số thiết kế, trang trí và bố cục độc đáo. Nó là hình mẫu được áp dụng cho các dự án ở nhiều nơi trên thế giới. Một số kiến trúc sư nổi tiếng đã thiết kế bao gồm Bruno Taut, Martin Wagner và Walter Gropius. |
| Carolingian Westwork và Civitas Corvey                                                | | Höxter, · Đức · 51°46′41,1″B 9°24′34,1″Đ / 51,76667°B 9,4°Đ                                                                                               | Văn hóa: (ii), (iii), (iv)      | 12 (30)                | 2014             | Được xây dựng giữa năm 822 và 885 trong một khu vực nông thôn được bảo tồn phần lớn. Westwork là cấu trúc đứng duy nhất có từ thời Carolingian, trong khi quần thể nhà nguyện hoàng gia ban đầu được bảo tồn cùng các tàn tích khảo cổ học chỉ được khai quật một phần. Nó minh họa cho một trong những biểu hiện kiến trúc Carolingian quan trọng nhất. |
| Lâu đài Augustusburg và Falkenlust tại Brühl                                          | A giant stretch of road leads to an open gate enclosing a large palace. | Brühl, North Rhine-Westphalia, · Đức · 50°49′30,1″B 6°54′35,2″Đ / 50,81667°B 6,9°Đ                                                                        | Văn hóa: (ii), (iv)             | 89 (220)               | 1984             | Lâu đài Augustusburg là nơi cư ngụ của các hoàng hậu hoàng gia Cologne và nhà nghỉ săn bắn Falkenlust là hai ví dụ về kiến trúc Rococo của Đức. |
| Hang động và Nghệ thuật đá kỷ Băng hà tại Swabian Jura                                | | Baden-Württemberg, · Đức · Tọa độ: · 48°23'16.0"N 9°45'56.0"E · 48°32'56.0"N 10°10'32.0"E                                                                 | Văn hóa: (iii)                  | 462,1 (1.142)          | 2017             | Con người hiện đại lần đầu tiên đến châu Âu cách đây 43.000 năm trong thời kỳ băng hà cuối cùng. Một trong những khu vực nơi họ cư trú là Swabian Jura ở miền nam nước Đức. Được khai quật từ những năm 1860, sáu hang động đã phát hiện các đồ vật có niên đại từ 43.000 đến 33.000 năm trước. |
| Tòa thị chính và Roland tại Chợ quảng trường Bremen                                   | A dark stone gothic building in a paved town square. | Bremen, · Đức · 53°4′33,5″B 8°48′26,9″Đ / 53,06667°B 8,8°Đ                                                                                                | Văn hóa: (iii), (iv), (vi)      | 0,29 (0,72)            | 2004             | Khu vực bao gồm Tòa thị chính của thành phố và bức tượng Roland đứng gần đó. Tòa thị chính được xây dựng vào thế kỷ 15 khi Bremen gia nhập Liên minh Hanse. Nó được cải tạo lại vào thế kỷ 17, và một tòa thị chính mới được xây dựng gần đó vào đầu thế kỷ 20. Dưới thời Đế quốc La Mã, Bremen có quyền tự trị cho phép thành phố phát triển và làm cho tòa thị chính trở thành trung tâm quyền lực. Cả hai tòa nhà cũ và mới của thành phố đều sống sót sau vụ đánh bom trong Thế chiến II. Tượng của Roland được xây dựng vào năm 1404. Nó đứng cao 5,5 m (18 ft). Đây được coi là bức tượng Roland cổ xưa nhất còn sót lại. |
| Weimar cổ điển                                                                        | A grayscale image of a small museum with a statue of two men in front. | Thuringia, · Đức · 50°58′39″B 11°19′42,996″Đ / 50,9775°B 11,31667°Đ                                                                                       | Văn hóa: (iii), (vi)            | —                      | 1998             | Weimar đã trở thành trung tâm văn hoá vào cuối thế kỷ 18 và đầu thế kỷ 19. Trong số nhiều nghệ sĩ và nhà văn, thành phố này là quê hương của Goethe và Schiller. Trong cùng thời kỳ này, tòa nhà và công viên được xây dựng ở Weimar. |
| Nhà thờ, lâu đài, và phố cổ của Quedlinburg                                           | A town square with two visible buildings and a few tourists. | Harz, · Đức · 51°46′59,988″B 11°9′0″Đ / 51,76667°B 11,15°Đ                                                                                                | Văn hóa: (iv)                   | —                      | 1994             | Việc bảo tồn Quedlinberg cho phép du khách nhìn thấy những ngôi nhà có khung gỗ tồn tại từ thế kỷ 16 và 17, được đi bộ dọc theo các đường phố thời Trung cổ, trong khi lâu đài và nhà thờ mang phong cách Rôman, là nơi chôn cất Heinrich I và vợ. |
| Nhà thờ chính tòa Cologne                                                             | A large, brightly lit cathedral sits in the middle of a skyline at night. | Cologne, · Đức · 50°56′28″B 6°57′26″Đ / 50,94111°B 6,95722°Đ                                                                                              | Văn hóa: (i), (ii), (iv)        | —                      | 1996             | Công việc xây dựng Nhà thờ bắt đầu vào năm 1248, nhưng phải mất hàng thế kỷ sau, công việc mới hoàn thành vào năm 1880. Nó đã bị đánh bom nặng nề trong Thế chiến thứ hai, nhưng việc phục chế lại khiến nó là địa điểm thu hút nhiều khách nhất tại Đức, với 6,5 triệu du khách mỗi năm (2011). |
| Nhà máy Fagus tại Alfeld                                                              | A very long building with a semi-circular roof. | Alfeld, · Đức · 51°59′1″B 9°48′40″Đ / 51,98361°B 9,81111°Đ                                                                                                | Văn hóa: (ii), (iv)             | 1,88 (4,6)             | 2011             | Được xây dựng bởi Walter Gropius vào năm 1910, nhà máy Fagus nổi bật với những bức tường kết hợp với các tấm cửa kính lớn tạo thành một kết cấu chịu lực rất tốt. Nó đã tạo ra bước ngoặt trong kiến trúc xây dựng và trang trí thời kỳ đó, đồng thời công trình đại diện cho vẻ đẹp thẩm mỹ trong các công trình công nghiệp, là hình mẫu cho các công trình kiến trúc xây dựng ở châu Âu và Bắc Mỹ. |
| Biên thành La Mã                                                                      | A very long wall separating two large plains. | Bắc Anh, · và Nam Đức · Đức* · Anh Quốc* · 54°59′33,4″B 2°36′3,6″T / 54,98333°B 2,6°T                                                                     | Văn hóa: (ii), (iii), (iv)      | 527 (1.300)            | 1987             | Tường thành Hadrian được xây dựng năm 122 TCN trong khi Tường thành Antonine được xây dựng năm 142 TCN để bảo vệ Đế quốc La Mã trước những tộc người man rợ ở phía Bắc. Di sản này sau đó đã được mở rộng thêm cả các công trình phòng thủ được xây dựng vào thế kỷ thứ 2 từ Tường thành Antonine cho tới Tường thành Trajan ở Đông Âu. |
| Vương quốc vườn Dessau-Wörlitz                                                        | A small row boat navigates a wide river, while a forest stands in the background, hiding a large tower. | Saxony-Anhalt, · Đức · 51°50′33″B 12°25′14,988″Đ / 51,8425°B 12,41667°Đ                                                                                   | Văn hóa: (ii), (iv)             | 14.500 (36.000)        | 2000             | Vương quốc vườn Dessau-Wörlitz là một ví dụ điển hình về việc áp dụng các nguyên tắc triết học của Thời kỳ Khai sáng đối với việc thiết kế một cảnh quan kết hợp giữa nghệ thuật, giáo dục và kinh tế trong một cảnh quan hài hòa. |
| Thành phố Liên minh Hanse tại Lübeck                                                  | A courtyard behind a large building with two cone-shaped summits holds flowers and trees on its sides. | Schleswig-Holstein, · Đức · 53°52′0,012″B 10°41′30,012″Đ / 53,86667°B 10,68333°Đ                                                                          | Văn hóa: (iv)                   | 81 (200)               | 1987             | Lübeck là thủ đô thương mại của Liên minh Hanse có ảnh hưởng, đã từng độc quyền thương mại ở phần lớn Bắc Âu. Mặc dù một phần năm thành phố đã bị phá hủy hoàn toàn trong Chiến tranh thế giới II, nhưng phần lớn kiến trúc thế kỷ 12 vẫn còn nguyên vẹn. |
| Trung tâm lịch sử của Stralsund và Wismar                                             | A brick building with a roof tapering dramatically toward the top via large square windows. | Mecklenburg-Vorpommern, · Đức · 54°18′9″B 13°5′7″Đ / 54,3025°B 13,08528°Đ                                                                                 | Văn hóa: (ii), (iv)             | 168 (420)              | 2002             | Hai thị trấn chính là trung tâm thương mại lớn của Liên minh Hanse trong thế kỷ 14 và 15. Sau đó cũng đã từng là trung tâm phòng thủ và hành chính của Thụy Điển 200 năm sau, đặc biệt là trong Chiến tranh Ba Mươi Năm. Phong cách kiến trúc từ cả hai thời kỳ này vẫn còn và được bảo tồn tốt. |
| Các đài tưởng niệm Luther tại Eisleben và Wittenberg                                  | A statue of a man holding a book stands in front of a white building. | Saxony-Anhalt, · Đức · 51°51′52,992″B 12°39′10,008″Đ / 51,85°B 12,65°Đ                                                                                    | Văn hóa: (iv), (vi)             | —                      | 1996             | Eisleben là nơi sinh ra của Martin Luther, tại đây có Nhà Nơi sinh Martin Luther và Nhà Martin Luther Qua đời ngày nay là hai viện bảo tàng. Trong khi đó, Lutherhaus, Melanchthonhaus, Stadtkirche Wittenberg và Nhà thờ All Saints là các công trình gắn liền với cuộc đời của Luther tại Wittenberg. Di sản cũng bao gồm cả Nhà thờ thánh Phêrô và Phaolô, nơi Luther được rửa tội (bồn nước rửa tội ở nhà thờ này vẫn còn y nguyên) và Nhà thờ thánh Andreas, nơi ông thuyết giáo lần chót và tượng đài kỷ niệm ông tại chợ quảng trường Eisleben và Wittenberg. |
| Nhà hát Opera Margravial ở Bayreuth                                                   | | Bayreuth, Bavaria · Đức · 49°56′40″B 11°34′43″Đ / 49,94444°B 11,57861°Đ                                                                                   | Văn hóa: (i), (iv)              | —                      | 2012             | Được thiết kế bởi Giuseppe Galli Bibiena và xây dựng vào thế kỷ 18 (từ năm 1745 dến 1750), công trình là ví dụ điển hình của một kiệt tác kiến trúc Baroque và nghệ thuật xây dựng nhà hát opera. |
| Quần thể Tu viện Maulbronn                                                            | Monastery courtyard with the gothic church on the left and monastery buildings on the right | Maulbronn, · Đức · 49°0′2,988″B 8°48′47,016″Đ / 49°B 8,8°Đ                                                                                                | Văn hóa: (ii), (iv)             | —                      | 1993             | Tu viện Dòng Xitô Maulbronn được coi là khu phức hợp tu viện thời Trung Cổ hoàn chỉnh và được bảo tồn tốt nhất ở phía bắc dãy Anpơ. Các tòa nhà chính được xây dựng giữa thế kỷ 12 và 16, cùng với các bức tường của tu viện. Nhà thờ của tu viện, chủ yếu theo phong cách Gothic chuyển tiếp, đã giúp lan truyền qua miền Bắc Đức và Trung Âu. Tu viện còn có một hệ thống quản lý nước lớn và tinh vi. |
| Di chỉ hóa thạch Hố Messel                                                            | An open quarry pit in the middle of rolling, shrub covered hills | Messel, · Đức · 49°55′0,012″B 8°45′14,004″Đ / 49,91667°B 8,75°Đ                                                                                           | Thiên nhiên: (viii)             | 42 (100)               | 1995             | Messel là địa điểm giàu nhất thế giới để tìm hiểu môi trường trong thời kỳ Thế Eocen, cách đây khoảng 57 đến 36 triệu năm. Đặc biệt, nó cho thấy những giai đoạn đầu của quá trình tiến hóa động vật có vú và bao gồm những hóa thạch thú được bảo tồn tốt. Một số khám phá đáng chú ý nhất bao gồm bộ xương khớp và dạ dày của động vật. |
| Các mỏ ở Rammelsberg, Thành phố lịch sử Goslar và Hệ thống trị thủy Thượng Harz       | An aerial view showing several dammed lakes within a forested and urban landscape | Goslar, · Upper Harz, · Đức · 51°49′12″B 10°20′24″Đ / 51,82°B 10,34°Đ                                                                                     | Văn hóa: (i), (ii), (iii), (iv) | 1.010 (2.500)          | 1992             | Hệ thống quản lý nước Thượng Harz đã được phát triển trong khoảng 800 năm để hỗ trợ khai thác và chiết quặng. Các mỏ được khai thác bởi các tu sĩ dòng Xitô vào thời Trung Cổ. Tuy nhiên, hầu hết các công trình được xây dựng từ cuối thế kỷ 16 cho đến thế kỷ 19. Nó được tạo thành từ một hệ thống ao nhân tạo, các kênh nhỏ, đường hầm và các cống ngầm. Các mỏ này là một địa điểm chính cho sự đổi mới khai thác mỏ trong thế giới phương Tây. |
| Đảo tu viện Reichenau                                                                 | A grey and white stone church with two square towers, both capped with red, pyramidal roofs. | Baden-Württemberg, · Đức · 47°41′55,4″B 9°3′40,7″Đ / 47,68333°B 9,05°Đ                                                                                    | Văn hóa: (iii), (iv), (vi)      | —                      | 2000             | Địa điểm này bao gồm các dấu vết của tu viện dòng Benediktiner, được thành lập năm 724, có ảnh hưởng đáng kể đến tinh thần, trí tuệ và nghệ thuật trên khắp khu vực xung quanh. Các nhà thờ của St Mary và Marcus, St Peter và St Paul, và St George, chủ yếu được xây dựng giữa thế kỷ 9 và 11. Những bức tranh tường và trang trí tại các nhà thờ cho thấy một hoạt động nghệ thuật ấn tượng. |
| Đảo Bảo Tàng ở Berlin                                                                 | An ornate grey stone building on the point of an urbanized island. The building is connected by two bridges to the neighboring banks                                                                              | Berlin, · Đức · 52°31′11″B 13°23′55″Đ / 52,51972°B 13,39861°Đ                                                                                             | Văn hóa: (ii), (iv)             | —                      | 1999             | Năm viện bảo tàng trên Đảo Bảo Tàng ở Berlin, được xây dựng từ năm 1824 đến năm 1930, là bộ sưu tập các tòa nhà và bộ sưu tập bảo tàng đa dạng. Mỗi bảo tàng được xây dựng để phù hợp với bộ sưu tập và thể hiện thẩm mỹ của những thời điểm khác nhau. Bộ sưu tập này theo dõi sự phát triển của nền văn minh qua các thời đại.. |
| Công viên Muskauer / Mużakowski                                                       | A red, ornate neo-gothic castle in a park-like location, the main tower of the castle is located to the left and topped with an ornate round dome and spire                                                       | Thượng Lusatia, · Đức* · Ba Lan* · 51°34′45,5″B 14°43′35,2″Đ / 51,56667°B 14,71667°Đ                                                                      | Văn hóa: (i), (iv)              | 348 (860)              | 2004             | Công viên cảnh quan nằm trên sông Neisse, biên giới giữa Ba Lan và Đức, được tạo ra bởi Hoàng tử Hermann von Puckler-Muskau từ năm 1815 đến năm 1844. Được thiết kế như một bức tranh với cây cối, nó sử dụng các cây địa phương để nâng cao cảnh quan hiện có. Công viên trải dài vào thị trấn Muskau với công viên và các không gian xanh khác, cùng với lâu đài, cầu và vườn ươm thực vật. |
| Thị trấn cổ Regensburg cùng với Stadtamhof                                            | Several early modern or medieval townhouses. From right to left, a pale green house, a large red house filling most of the picture, and a white house.                                                            | Regensburg, · Đức · 49°1′14″B 12°5′57″Đ / 49,02056°B 12,09917°Đ                                                                                           | Văn hóa: (ii), (iii), (iv)      | 183 (450)              | 2006             | Thị trấn thời Trung cổ này có nhiều tòa nhà đáng lưu ý tồn tại gần hai thiên niên kỷ và bao gồm các tòa nhà La Mã cổ đại, Roman và Gothic. Kiến trúc từ thế kỷ 11 đến 13 của Regensburg đã tạo ra một thị trấn có những làn đường hẹp được bao bọc bởi các tòa nhà cao tầng. Bao gồm các ngôi nhà và tháp tòa nhà thời Trung cổ, một số lượng lớn các nhà thờ và tu viện cũng như cầu bằng đá thế kỷ 12. Regensburg là một trung tâm thương mại của châu Âu vào thời Trung Cổ và là trung tâm chính trị của Đế quốc La Mã cổ đã chuyển sang đạo Tin Lành. |
| Quần thể cung điện và công viên của Potsdam và Berlin                                 | Single story pale yellow ornate palace stretching from the left foreground to the right background. | Berlin, Potsdam, · Đức · 52°23′59″B 13°1′59″Đ / 52,39972°B 13,03306°Đ                                                                                     | Văn hóa: (i), (ii), (iv)        | 2.064 (5.100)          | 1990             | Địa điểm này bao gồm 500 ha (1.200 mẫu Anh) là công viên và 150 tòa nhà được xây dựng từ năm 1730 đến 1916. Nó mở rộng đến quận Zehlendorf của Berlin, với các cung điện và công viên sát bờ sông Havel và hồ Glienicke. Voltaire ở tại cung điện Sanssouci, được xây dựng dưới thời Frederick II trong khoảng năm 1745 và 1747. |
| Nhà thờ Wies                                                                          | Ornate church interior, looking toward the entrance. The interior is white, the doors flanked by two pairs of columns which stretch to the richly painted ceiling. Above the entrance is the church's pipe organ. | Steingaden, · Đức · 47°40′52,6″B 10°54′0,5″Đ / 47,66667°B 10,9°Đ                                                                                          | Văn hóa: (i), (iii)             | 0,1 (0,25)             | 1983             | Giáo hội của Wies (1745-1754) là tác phẩm của kiến trúc sư Dominikus Zimmermann và là một kiệt tác của kiến trúc Rococo ở Bavarian. |
| Nhà sàn thời tiền sử xung quanh dãy núi Anpơ                                          | Reconstruction of a pile house at the Pfahlbau Museum Unteruhldingen on Lake Constance in Germany | Áo*, · Pháp*, · Đức*, · Ý*, · Slovenia*, · Thụy Sĩ* · 47°16′42″B 8°12′27″Đ / 47,27833°B 8,2075°Đ                                                          | Văn hóa: (iv), (v)              | 3.961 (9.790)          | 2011             | Bao gồm 111 địa điểm nhỏ riêng biệt là phần còn lại của các khu định cư và nhà sàn thời tiền sử trong và quanh dãy Anpơ được xây dựng từ 5000 đến 500 TCN trên các bờ hồ, sông ngòi hoặc đất ngập nước. Mặc dù chỉ một số khu vực đã được khai quật, nhưng chúng chứa đựng rất nhiều thông tin về cuộc sống và thương mại văn hoá thời kỳ đồ đá mới và thời đại đồ đồng ở Châu Âu. Trong số 111 địa điểm thì 56 địa điểm nằm ở Thụy Sĩ. |
| Các khu rừng sồi nguyên sinh trên dãy Carpath và các khu vực khác của châu Âu         | A thickly wooded green forest with a stream bed running through it on the left hand side | Đức*, · Slovakia*, · Ukraina* · Tây Ban Nha · Ý · Bỉ · Croatia · Áo · Romania · Slovenia · Albania · Bulgaria49°5′10″B 22°32′10″Đ / 49,08611°B 22,53611°Đ | Thiên nhiên: (ix)               | 33.670 (83.200)        | 2007, 2011, 2017 | Đây là khu vực thiên nhiên phức tạp trải dài qua 12 quốc gia của châu Âu với tổng diện tích 77.971,6 ha (192.672 mẫu Anh), trong đó chỉ có 29.283,9 ha (72.350 mẫu Anh) diện tích là nằm trong khu vực bảo tồn thực tế, trong khi phần còn lại được coi là vùng đệm. Trong đó, các khu rừng sồi nguyên sinh trên dãy Carpath bao gồm các khu vực rừng trên 10 dãy núi riêng biệt. Di sản ban đầu được công nhận vào năm 2007 tại Slovakia và Ukraina, sau đó mở rộng thêm 5 khu rừng sồi cổ ở Đức là Vườn quốc gia Jasmund, Müritz, Hainich, Kellerwald-Edersee và Rừng Grumsiner. Đến năm 2017, di sản này tiếp tục mở rộng để bao gồm thêm các khu rừng sồi nguyên sinh tại 9 quốc gia khác để trở thành di sản nằm trên nhiều quốc gia nhất thế giới. |
| Đài kỷ niệm La Mã, Nhà thờ Thánh Phêrô và Nhà thờ Đức Bà ở Trier                      | Ruins of brick bath house, only one wall and about a dozen arches are still visible | Trier, · Đức · 49°45′0″B 6°37′59″Đ / 49,75°B 6,63306°Đ | Văn hóa: (i)(iii), (iv), (vi)   | —                      | 1986             | Thuộc địa La Mã ở Trier được thành lập vào thế kỷ 1 sau Công nguyên. Nó đã trở thành một thị trấn lớn và là một trong những thủ đô của Tứ đầu chế vào cuối thế kỷ thứ 3. Rất nhiều cấu trúc thời La Mã vẫn còn đang tồn tại ở Trier. Nhà thờ chính tòa là nhà thờ lâu đời nhất ở Đức, được xây dựng trên những tàn tích của tòa nhà La Mã bởi Maximin của Trier trong năm 329-346. |
| Speicherstadt và quận Kontorhous                                                      | | Hamburg, · Đức · 53°32′53,9″B 10°00′10,5″Đ / 53,53333°B 10°Đ                                                                                              | Văn hóa: (iv)                   | 26 (64)                | 2015             | Speicherstadt và quận Kontorhaus liền kề là hai khu đô thị được xây dựng đặc biệt ở trung tâm thành phố cảng Hamburg. Speicherstadt ban đầu được phát triển trên một hòn đảo hẹp trên sông Elbe giữa năm 1885 và 1927, sau đó được xây dựng lại một phần từ năm 1949 đến 1967. Đây là một trong những tổ hợp lịch sử lớn nhất của các kho cảng trên thế giới. |
| Nhà thờ chính tòa Speyer                                                              | Looking toward the choir of a brick Romanesque cathedral. The twin bell towers, the transept crossing dome, and the roof are green copper.                                                                        | Speyer, · Đức · 49°19′0″B 8°26′35″Đ / 49,31667°B 8,44306°Đ                                                                                                | Văn hóa: (ii)                   | —                      | 1981             | Nhà thờ chính tòa Speyer được thành lập bởi Conrad II năm 1030 và tu sửa vào cuối thế kỷ 11. Đây là một trong những nhà thờ lớn nhất của đế quốc La Mã và là nơi chôn cất của các hoàng đế nước Đức trong gần 300 năm. |
| Nhà thờ chính tòa Thánh Mary và Nhà thờ Thánh Michael tại Hildesheim                  | A romanesque stone cathedral, view of the north side. The green copper dome over the transept crossing is visible.                                                                                                | Hildesheim, · Đức · 52°9′10,008″B 9°56′38,004″Đ / 52,15°B 9,93333°Đ                                                                                       | Văn hóa: (i), (ii), (iii)       | 0,58 (1,4)             | 1985             | Địa điểm bao gồm hai nhà thờ ở Hildesheim. Nhà thờ Thánh Michael mang kiến trúc Otto-Roman được xây dựng giữa 1010 và 1020. Bên trong được trang trí với một trần đáng chú ý bằng gỗ, sơn tường và cột Bernward. Nhà thờ chính tòa Thánh Mary là nơi chứa các báu vật như cửa Bernward, đèn chùm Hezilo được làm bằng đồng mạ vàng, đèn chùm Azelin. |
| Các tác phẩm kiến trúc của Le Corbusier, một đóng góp nổi bật cho phong trào hiện đại | | Stuttgart, · Đức *, · Argentina*, · Bỉ*, · Pháp*, · Ấn Độ*, · Nhật Bản*, · Thụy Sĩ* · N46 28 6.29 E6 49 45.61                                             | Văn hóa: (i), (ii), (vi)        | —                      | 2016             | Được lựa chọn từ các tác phẩm kiến trúc của Le Corbusier, 17 địa điểm bao gồm các tài sản xuyên quốc gia này nằm trên bảy quốc gia và là một lời chứng thực cho việc phát minh ra một ngôn ngữ kiến trúc mới đã phá vỡ quá khứ. Chúng đều được xây dựng trong khoảng thời gian nửa thế kỷ. Khu phức hợp Capitole ở Chandigarh (Ấn Độ), Bảo tàng Quốc gia Mỹ thuật phương Tây (Nhật Bản), Nhà Curutchet ở La Plata (Argentina) và Unité d'habitation ở Marseille (Pháp) phản ánh các giải pháp hiện đại và giải quyết những thách thức trong việc phát minh ra các kỹ thuật kiến trúc mới để đáp ứng nhu cầu của xã hội. Những kiệt tác của thiên tài sáng tạo cũng là chứng thực cho việc quốc tế hóa thực tiễn kiến trúc trên toàn cầu.                 |
| Thị trấn Bamberg                                                                      | A stone cathedral with two towers on the west façade and two towers flanking the choir, all four towers are topped with slender, pointed metal roofs.                                                             | Bamberg, · Đức · 49°53′30″B 10°53′20″Đ / 49,89167°B 10,88889°Đ                                                                                            | Văn hóa: (ii)(iv)               | 142 (350)              | 1993             | Năm 1007, Hoàng đế La Mã Heinrich II đã biến nơi đây trở thành một giáo phận riêng biệt, trong khoảng thời gian ngắn, Bamberg đã là trung tâm của Đế quốc La Mã. Kiến trúc xây dựng của thị trấn đã phát triển, ảnh hưởng ở miền bắc Đức và Hungary. Trong thế kỷ 18 nó đã trở thành một trung tâm của sự Giác ngộ khi các nhà văn như Hegel và Hoffmann định cư trong thị trấn. |
| Thung lũng trung lưu thượng sông Rhein                                                | A river winds between high cliffs and hills, with a castle in the midground. | Rhineland-Palatinate, · Hesse, · Đức · 50°10′25″B 7°41′39″Đ / 50,17361°B 7,69417°Đ                                                                        | Văn hóa: (ii), (iv), (v)        | 27.250 (67.300)        | 2002             | Đây là vùng trải dài 65 km (40 mi) của thung lũng trung lưu sông Rhine ở Đức. Vùng này có nhiều lâu đài, các thị trấn lịch sử và vườn nho và đã là nguồn cảm hứng cho nhiều nhà văn, nghệ sĩ và nhà soạn nhạc. |
| Xưởng đúc đồ sắt Völklingen                                                           | View from a train of numerous smoke stacks, tanks and pipes. | Völklingen, · Đức · 49°14′39,984″B 6°50′59″Đ / 49,23333°B 6,84972°Đ                                                                                       | Văn hóa: (ii), (iv)             | —                      | 1994             | Xưởng đúc đồ sắt Völklingen đã đóng cửa trong khoảng thời gian gần đây là ví dụ nguyên vẹn duy nhất ở Tây Âu và Bắc Mỹ của một xưởng đúc đồ sắt nguyên vẹn được xây dựng trong thế kỷ 19 và 20. |
| Biển Wadden                                                                           | A map showing the coast of the Netherlands, Germany and Denmark. The land is green, the Wadden Sea is dark blue and the ocean is light blue.                                                                      | Đan Mạch*, · Đức*, · Hà Lan* · 53°31′43″B 8°33′22″Đ / 53,52861°B 8,55611°Đ                                                                                | Thiên nhiên: (viii), (ix), (x)  | 968.393 (2.392.950)    | 2009,2011,2014   | Biển Wadden có Khu bảo tồn Biển Wadden của Hà Lan và Vườn quốc gia biển Wadden tại Hạ Saxon và Schleswig-Holstein. Đường bờ biển nhìn chung là bằng phẳng và có bãi bồi, đầm lầy và cồn cát. Khu vực di sản này bao gồm 2/3 toàn bộ Biển Wadden và là nơi sinh sống của nhiều loài động thực vật. Đây là nơi sinh sản cho khoảng 12 triệu con thủy cầm hàng năm và hỗ trợ sống cho hơn 10% trong số 29 loài. Được mở rộng vào năm 2011 để bao gồm Vườn quốc gia biển Wadden Hamburg và vào năm 2014 để bao gồm phần biển Wadden thuộc Đan Mạch. |
| Lâu đài Wartburg                                                                      | A castle perched along the edge of a wooded hill. The castle has grown in several stages and consists of sections in dark stone, lighter stone, white plaster and half-timber.                                    | Eisenach, · Đức · 50°58′0,4″B 10°18′25,2″Đ / 50,96667°B 10,3°Đ                                                                                            | Văn hóa: (iii), (vi)            | —                      | 1999             | Lâu đài Wartburg nằm trên một bức tường cao 410 mét (1230 ft) ở Eisenach. Nó được mở rộng trong một số đoạn và chỉ một vài trong số các cấu trúc thời trung cổ vẫn còn tồn tại cho đến ngày nay. Lâu đài được xây dựng lại trong thế kỷ 19. Martin Luther dịch Kinh Thánh Tân Ước sang tiếng Đức trong khi lưu vong ở Wartburg. |
| Dinh thự Würzburg cùng với vườn và quảng trường                                       | An ornate building on the left side of the picture. In the midground the center of the building projects out, with columns surrounding the main entrance. The right side of the picture is covered in gardens.    | Würzburg, · Đức · 49°47′34,008″B 9°56′20,004″Đ / 49,78333°B 9,93333°Đ                                                                                     | Văn hóa: (i), (iv)              | 15 (37)                | 1981             | Cung điện mang Kiến trúc Baroque lớn và lộng lẫy này được tạo ra dưới sự bảo trợ của các hoàng tử giám mục Würzburg là Lothar Franz và Friedrich Karl von Schönborn. Đây là một trong những cung điện lớn nhất ở Đức. |
| Mỏ và nhà máy luyện than cốc Zollverein                                               | A orange metal tower with several flywheels above a building with Zollverein written in golden gothic script letters.                                                                                             | Essen, · Đức · 51°29′29″B 7°2′46″Đ / 51,49139°B 7,04611°Đ                                                                                                 | Văn hóa: (ii), (iii)            | —                      | 2001             | Mỏ và nhà máy luyện than cốc Zollverein ở Nordrhein-Westfalen chứa tất cả các thiết bị của một mỏ than lịch sử bắt đầu hoạt động cách đây 150 năm, cùng một số tòa nhà thế kỷ 20 cũng rất đáng chú ý. |
| Quần thể khảo cổ học vùng biên Hedeby và Danevirke                                    | Reconstructed houses in the area of the old settlement | Schleswig, Schleswig-Flensburg · Đức · 54°29′28″B 9°33′55″Đ / 54,49111°B 9,56528°Đ                                                                        | Văn hóa: (iii), (iv)            | 227,55 (562,3)         | 2018             | Hedeby là một khu định cư quan trọng của người Viking Đan Mạch và người Thụy Điển Varangians. Nó được coi là thành phố thời Trung cổ đầu tiên ở Bắc Âu và là một nơi giao thương quan trọng, một trung tâm thương mại đường dài giữa Scandinavia, Tây Âu, vùng biển Bắc và các nước vùng biển Baltic. Còn Danevirke là một pháo đài thời Trung Cổ nằm ở miền bắc Schleswig-Holstein, Đức. Nó bao gồm các bức tường đất với hào, một bức tường gạch, hai tường lâu đài thời Trung Cổ và một hàng rào biển. |
| Nhà thờ chính tòa Naumburg                                                            | Mái của Nhà thờ chính tòa Naumburg | Sachsen-Anhalt · Đức · 51°9′17″B 11°48′14″Đ / 51,15472°B 11,80389°Đ                                                                                       | Văn hóa: (i), (ii)              | 1,82 (4,5)             | 2018             | Nằm ở phần phía đông của lưu vực Thuringian, Nhà thờ Naumburg bắt đầu được xây dựng từ năm 1028 là một bằng chứng nổi bật cho nghệ thuật và kiến trúc thời Trung Cổ. Cấu trúc Roman nằm ở hai bên của hai dàn hợp xướng Gothic, thể hiện sự chuyển đổi phong cách từ cuối Roman đến đầu Gothic. Ca đoàn phía tây có niên đại từ nửa đầu thế kỷ 13, phản ánh những thay đổi trong thực hành tôn giáo và sự xuất hiện của khoa học và thiên nhiên trong nghệ thuật tượng trưng. Dàn hợp xướng và các tác phẩm điêu khắc kích thước như người của những người sáng lập Nhà thờ là những kiệt tác được biết đến là "Chủ nhân Naumburg". |

## Di sản dự kiến
Ngoài các di sản đã được công nhận, các quốc gia thành viên còn có thể đề cử các di sản dự kiến. Một địa điểm chỉ được công nhận là Di sản thế giới nếu trước đó nó đã nằm trong danh sách dự kiến. Tính đến hết ngày 28 tháng 1 năm 2016, Đức có tổng cộng 16 di sản dự kiến. Dưới đây là danh sách các di sản dự kiến tại Đức:
- Các đồng cỏ và vùng đầm phá của Werdenfelser Land, Ammergau, Staffelseegebiet, Murnauer Moos và Garmisch-Partenkirchen (2015)
- thuộc địa của Nghệ sĩ Darmstadt Mathildenhöhe tại Darmstadt (2015)
- Ước mơ trên đá - Các cung điện của vua Ludwig II ở Bavaria: Neuschwanstein, Linderhof và Herrenchiemsee (2015)
- Các tòa nhà của Francke Foundations tại Halle (1999)
- Biên thành La Mã ở Bavaria (chung với Áo) (2015)
- Biên thành La Mã - Biên thành ở Hạ Đức (chung với Hà Lan) (2015)
- Các Spa lớn của châu Âu (bao gồm Baden-Baden, Bad Ems, Bad Kissingen và Wiesbaden) (chung với Áo, Bỉ, Cộng hòa Séc, Pháp, Ý và Vương quốc Anh) (2014)
- Kỹ thuật thủy lực và Thủy điện, Nước uống và đài phun nước ở Augsburg (2015)
- Các đài tưởng niệm Luther ở Saxony-Anhalt, Saxony, Bavaria và Thuringia (2015)
- Cảnh quan văn hóa mỏ Erzgebirge/Krušnohoří (bao gồm hầm mỏ và khu khai thác mỏ lịch sử tại Altenberg, Freiberg, Marienberg, Annaberg, Schneeberg, Schwarzenberg) (chung với Cộng hòa Séc) (2012)
- Giáo đường Do thái Cổ và Nhà thờ Mikveh - Erfurt (2015)
- Quần thể Dinh thự Schwerin - Cảnh quan văn hóa chủ nghĩa lãng mạn lịch sử (2015)
- Các thành phố ShUM của Speyer, Worms và Mainz (2015)
- Nghĩa trang Do Thái Altona Königstraße (2015)

## Di sản cũ
| Tên                       | Hình ảnh                                                                    | Vị trí                                                     | Tiêu chuẩn                      | Diện tích ha (mẫu Anh) | Năm       | Mô tả |
| ------------------------- | --------------------------------------------------------------------------- | ---------------------------------------------------------- | ------------------------------- | ---------------------- | --------- | --- |
| Thung lũng Elbe ở Dresden | Several Baroque buildings in Dresden old town, reflected in the River Elbe. | Sachsen, · Đức · 51°2′24″B 13°49′16″Đ / 51,04°B 13,82111°Đ | Văn hóa: (ii), (iii), (iv), (v) | 1.930 (4.800)          | 2004–2009 | Elbe chảy qua một loạt các cảnh quan văn hóa có liên quan ở Sachsen, bao gồm các làng nông thôn, khu cung điện cũ và khu phố cổ lịch sử của Dresden. Địa điểm này đã bị xóa khỏi danh sách do việc xây dựng Cầu Waldschlösschen làm phá vỡ tính toàn vẹn cảnh quan của nó. |